# Jitka Pešinová
Jitka Pešinová, geborene Šimůnková, (* 24. Mai 1977 in Jablonec nad Nisou) ist eine frühere tschechische Biathletin.
Jitka Pešinová arbeitet als Sportlehrerin. Sie lebt und trainiert in ihrer Geburtsstadt Jablonec nad Nisou und startete für den örtlichen Spitzenverein Ski Klub Jablonex Jablonec Nad Nisou. 1990 begann sie mit dem Biathlonsport. Ihr erstes Rennen im Biathlon-Weltcup bestritt die Tschechin 1996 bei einem Sprint in Pokljuka, den sie als 83. beendete. Ein erster großer internationaler Erfolg war der Gewinn der Bronzemedaille im Staffelrennen bei den Biathlon-Europameisterschaften 1997 in Windischgarsten, die sie mit Irena Madlová und Irena Tomšová erreichte. Es dauert bis 1998, dass sie in Hochfilzen in einem Sprintrennen als Achtplatzierte erstmals Weltcuppunkte gewinnen konnte. Es war zugleich ihr bestes Weltcup-Resultat überhaupt und einziges Top-Ten-Ergebnis. Mit diesem einen Resultat in den Punkten wurde Pešinová 53. der Weltcup-Gesamtwertung der Saison, was ebenfalls ihrem besten Karriereresultat entspricht. Erstmals an Biathlon-Weltmeisterschaften nahm sie 1999 in Kontiolahti teil. Mit Kateřina Holubcová, Irena Česneková und Eva Háková belegte sie im Staffelrennen den elften Platz. Es folgten Einsätze im Europacup, der nach der WM in ihrer Heimatstadt Jablonec nad Nisou ausgetragen wurde. Pešinová konnte sich in Sprint und Massenstart als Drittplatzierte auf dem Podium platzieren und wurde zudem Fünfte des Verfolgungsrennen.
Zum Auftakt der Saison 1999/2000 verpasste sie bei einem Staffelrennen in der WM-Besetzung in Hochfilzen als Viertplatzierte eine Podiumsplatzierung. Ein erster Höhepunkt der Saison wurden die Biathlon-Europameisterschaften 2000 in Kościelisko. Pešinová wurde im Einzel 21., 38. des Sprintrennens und gewann mit Holubcová, Česneková und Háková hinter der slowakischen Staffel die Silbermedaille. Wenig später nahm sie am Holmenkollen in Oslo auch an den Weltmeisterschaften des Jahres teil. Im Einzel lief sie auf den 63. Platz, wurde 44. des Sprints und 36. des Verfolgungsrennen. Mit der Staffel lief sie in der bewährten Besetzung auf den zehnten Platz. Zum dritten und letzten Mal nahm Pešinová 2001 in Pokljuka an einer WM teil. Mit Rang 20 im Sprint erreichte sie ihr bestes Resultat bei einer WM. Zudem kam sie im Sprint auf den 38. Platz und wurde 54. im Verfolgungsrennen. Letztes Großereignis wurden die Biathlon-Europameisterschaften 2003 in Forni Avoltri, bei denen die Tschechin 29. des Einzels wurde, 41. im Sprint und 33. des Verfolgungsrennen. Nach der Saison beendete Pešinová ihre Karriere.

## Bilanz im Biathlon-Weltcup
Die Tabelle zeigt alle Platzierungen (je nach Austragungsjahr einschließlich Olympische Spiele und Weltmeisterschaften).
- 1.–3. Platz: Anzahl der Podiumsplatzierungen
- Top 10: Anzahl der Platzierungen unter den ersten zehn (einschließlich Podium)
- Punkteränge: Anzahl der Platzierungen innerhalb der Punkteränge (einschließlich Podium und Top 10)
- Starts: Anzahl gelaufener Rennen in der jeweiligen Disziplin

| Platzierung | Einzel | Sprint | Verfolgung | Massenstart | Team | Staffel | Gesamt |
| ----------- | ------ | ------ | ---------- | ----------- | ---- | ------- | ------ |
| 1. Platz    |        |        |            |             |      |         |        |
| 2. Platz    |        |        |            |             |      |         |        |
| 3. Platz    |        |        |            |             |      |         |        |
| Top 10      |        |        |            |             |      | 12      | 12     |
| Punkteränge | 2      | 5      | 3          |             |      | 17      | 27     |
| Starts      | 15     | 28     | 15         | 1           |      | 17      | 76     |